# Mañana será bonito
Mañana será bonito (estilizado en mayúsculas) es el cuarto álbum de estudio de la cantante colombiana Karol G. Fue lanzado el 24 de febrero de 2023 a través de Universal Music Latino. El álbum, está presentado y que consta de diecisiete pistas, es principalmente un disco de reguetón e incluye como artistas invitados a Romeo Santos, Quevedo, y a la reina del pop Latino Shakira, Justin Quiles, Ángel Dior, Maldy, Bad Gyal, Sean Paul, Sech, Ovy on the Drums y Carla Morrison. Consta de siete sencillos: «Provenza», «Gatúbela», «Cairo», «X si volvemos», «TQG», «Mientras me curo del cora» y «Amargura», el quinto se convirtió en la primera canción de Karol G en alcanzar la cima de la lista Billboard Global 200.

## Antecedentes
Tras el lanzamiento de su tercer álbum de estudio en 2021, KG0516, Karol G comenzó a lanzar canciones en colaboración con otros artistas y sencillos independientes, como «Don't Be Shy» de Tiësto, su propio «Sejodioto» y «Mamiii» de Becky G, entre otros.
El 19 de abril de 2022, Karol G anunció el lanzamiento de «Provenza» a través de sus cuentas de redes sociales. La canción fue lanzada el 21 de abril de 2022 como el sencillo principal del álbum. El 6 de septiembre de 2022 Karol G se embarcó en el Strip Love Tour. «Gatúbela», una colaboración con el cantante puertorriqueño Maldy, fue lanzada el 25 de agosto de 2022 como el siguiente sencillo. El 13 de noviembre de 2022, se lanzó «Cairo» con el productor Ovy on the Drums. El 25 de enero de 2023, Karol G anunció y reveló el título del álbum, Mañana será bonito, en un video compartido a través de sus cuentas de redes sociales. «X si volvemos» con Romeo Santos fue lanzada el 2 de febrero de 2023.
El 10 de febrero de 2023, Karol G reveló la portada del álbum y la lista de canciones, donde aparecen como artistas invitados Quevedo, Justin Quiles, Ángel Dior, Bad Gyal, Sean Paul, Sech y Carla Morrison. El 14 de febrero, Karol G reveló a The New York Times que la cantante colombiana Shakira aparece en la sexta pista, «TQG». La canción fue lanzada como el quinto sencillo junto con el álbum. Mañana será bonito se lanzó oficialmente el 24 de febrero de 2023.

## Concepto
En una entrevista con Rolling Stone, Karol G reveló el concepto del título y dijo: «Esto definitivamente representa una fase específica de mi vida. El nombre del álbum es una frase que me repetía a mí misma cuando nada me parecía muy bien. Quiero decir, yo estaba pasando por el mejor momento de mi carrera, pero personalmente estaba muy desconectada de mí misma y de mis amigos. No era infeliz, pero tampoco era feliz. Así que todos los días me decía a mí misma: 'Está bien, mañana será bonito'.»
En una entrevista posterior con The New York Times, describió el álbum como «más Carolina que Karol G». Agregó: «En este momento, noto que los artistas se esfuerzan mucho por encontrar un concepto, ser muy experimentales, me encanta eso. Y esa es una buena manera de hacer arte. Pero el concepto de este álbum es solo yo siendo yo. Realmente no quería que la gente sintiera que era muy simple o simplemente normal».
Karol G publicó un video en sus redes sociales diciendo su orden favorito para escuchar el disco

## Lanzamiento y promoción
El álbum fue lanzado el 24 de febrero de 2023 a través de Universal Music Latino. Fue lanzado en CD, descarga digital y streaming. El sencillo principal, «Provenza», se promocionó en el Festival de Música y Artes de Coachella Valley, así como en los Grammy Latinos, incluyendo una mezcla de «Gatúbela» y «Cairo», siendo la última su presentación debut. Los dos primeros mencionados anteriormente también fueron promocionados en el Strip Love Tour.

### Sencillos
«Provenza» fue lanzado el 21 de abril de 2022 como el sencillo principal del álbum. La canción fue enviada a la radio de rhythmic contemporary en los Estados Unidos el 7 de junio de 2022. La canción fue un éxito comercial y se convirtió en la canción en español con la posición máxima más alta de una solista femenina en la lista estadounidense Billboard Hot 100 en el número 25. La canción también alcanzó la posición número uno en la lista Hot Latin Songs. Fue nominada a Grabación del año y Canción del año en la vigésima tercera entrega anual de los Premios Grammy Latinos. El sencillo pertenece a los géneros de pop latino y R&B y su título hace referencia al barrio Provenza de la ciudad de Medellín, mientras que sus letras hablan sobre revivir bajos tiempos con su amante. El videoclip fue lanzado simultáneamente con la canción y muestra a la artista saliendo al aire libre mientras viaja en un auto amarillo bajo las esculturas de las nubes de lluvia en las montañas de arena y en toda la isla de Lanzarote.
«Gatúbela» junto con el rapero puertorriqueño Maldy fue lanzado el 25 de agosto de 2022 como segundo sencillo del álbum. La canción fue descrita como «un reguetón contagioso de la vieja escuela mezclado con intensos ritmos de perreo». Alcanzó el top 40 de la lista estadounidense Billboard Hot 100, en el número 37. También alcanzó su posición máximo dentro del top 5 en el número 4 en la lista Hot Latin Songs. La canción pertenece al género de reguetón, mientras que su letra hablaría de que una mujer quería cazar a un hombre. El videoclip fue lanzado simultáneamente con la canción, y es el primer video en donde la artista muestra con pelo rojo, ese video se inspira en las películas de terror. En un tiempo fue restringido en algunos países por violar los Lineamientos de la Comunidad de YouTube.
«Cairo» junto con el productor Ovy on the Drums fue lanzado el 13 de noviembre de 2022 como el tercer sencillo del álbum. La canción alcanzó su posición máximo dentro del top 15 de la lista estadounidense Hot Latin Songs. Fue certificado triple platino en los Estados Unidos. La canción pertenece a los géneros de reguetón y afrobeats, mientras que la artista expresa en las letras de que está a punto de enamorarse. El videoclip fue filmado en Egipto.
«X si volvemos» junto con el cantante estadounidense Romeo Santos fue lanzado el 2 de febrero de 2023 como el cuarto sencillo del álbum. Alcanzó el top 60 de la lista estadounidense Billboard Hot 100, en el puesto 56. También alcanzó el puesto número 5 en la lista Hot Latin Songs. El sencillo pertenece al género de reguetón y su letra habla de una historia de una pareja que, a pesar de haber terminado su relación, aún comparten una atracción sexual innegable.
«TQG» (abreviación de «Te quedó grande») junto con la cantante colombiana Shakira fue lanzado junto con el álbum el 24 de febrero de 2023 como el quinto sencillo del álbum. La canción se ha considerado como un diss track, ya que sus letras contienen mensajes sobre sus exnovios, Anuel AA y Gerard Piqué, respectivamente. Alcanzó el puesto número 1 en la lista de Billboard Global 200, el puesto número 7 en Estados Unidos y el puesto número 1 en 16 países, incluyendo Colombia.
«Mientras me curo del cora» fue lanzado como el sexto sencillo el 7 de marzo de 2023 junto con un videoclip que fue filmado en Hawái. Esta canción habla de estar mal y ver la vida desde un punto de vista optimista. Contiene un sample de la canción Don't Worry, Be Happy, de Bobby McFerrin.
«Amargura» fue lanzado como el séptimo sencillo el 19 de mayo de 2023. La canción pertenece al género reguetón y su lírica habla sobre el despecho: habla de la amargura que sienten las personas, especialmente las mujeres, ya que su letra se canta desde ese género, al ver a una expareja que todavía quieren saliendo con su nueva novia. 

### Gira y conciertos promocionales
El 27 de abril de 2023, Giraldo anunció la gira musical en apoyo al álbum, titulada Mañana Será Bonito Tour. La gira cuenta con 15 espectáculos en Estados Unidos. Inició el 10 de agosto en Las Vegas y finalizó el 28 de septiembre en Boston. El 4 de agosto, Giraldo anunció los teloneros de la gira —el DJ colombiano Agudelo 888, la cantante puertorriqueña Young Miko y la cantante española Bad Gyal— y las fechas en las que cada uno se presentará.
El día 3 de octubre de 2023 anunció la manga latinoamericana de la gira, que empezaría el 1 de diciembre en su ciudad natal Medellín, y finalizará el 10 de mayo de 2024 en São Paulo. En diciembre de 2023, anunció las fechas europeas que se realizarían en el verano de 2024.

#### Con Cora Tour
Durante una visita a su natal Colombia, Karol G dio inicio a esta gira especial, la cual se hace para, además de llevar alegría a poblaciones vulnerables, analizará las necesidades específicas de cada lugar y territorio y así dar esperanza a las comunidades.
Fechas
| Fecha                   | Ciudad  | País     | Recinto                                         | Fuente |
| ----------------------- | ------- | -------- | ----------------------------------------------- | ------ |
| 24 de noviembre de 2023 | Ibagué  | Colombia | Complejo Carcelario y Penitenciario de Ibagué   | [ 28 ] |
| 27 de noviembre de 2023 | Cali    | Colombia | Unidad de pediatría de la Clínica Valle de Lili | [ 29 ] |
| 27 de noviembre de 2023 | Jamundí | Colombia | Cárcel de Jamundí                               | [ 29 ] |

## Recepción crítica
La capacidad de Giraldo para conectar con el oyente fue elogiada en múltiples ocasiones. Rolling Stone afirmó: «La voz de Karol es abierta y cálida, bendecida con una pureza relajada que es rara en el estridente campo urbano. [Como] cualquier diva global que se precie, Karol crea la voluble ilusión de que se está dirigiendo a ti, el oyente, directamente, ya sea evocando el deseo insatisfecho de un amante pasado o compilando una lista de delicias eróticas futuras». The Guardian siguió con «Las letras son generalmente de lujuria borracha y anhelo frustrado, [pero] la habilidad de Karol está en las melodías evocadoras que trascienden cualquier barrera lingüística».
La producción de Ovy on the Drums también fue aplaudida en la reseña de Rolling Stone, llamándolo un «arquitecto digital capaz de inyectar un sentido de propósito al ritmo más cansino del reggaetón. [Es] ágil y genial, cinético y futurista».

## Rendimiento comercial
Durante el primer día de lanzamiento en Spotify, Mañana será bonito debutó con 32 millones de reproducciones en la lista diaria Spotify Global y 35.7 millones de reproducciones en total, rompiendo el récord para el mayor debut de un álbum en español de una artista femenina, pero después de 4 semanas tuvo un descenso rápido y teniendo un rendimiento muy bajo debido a que el álbum no tuvo grandes ventas físicas ni descargas solo contando con las reproducciones gratuitas en Spotify quedando por debajo del álbum motomami de Rosalía.

### Estados Unidos
Mañana será bonito debutó en la posición número uno en la lista estadounidense Billboard 200, obteniendo 86,000 unidades equivalentes a álbumes en su semana de apertura, de las cuales 6000 provinieron de ventas puras, convirtiéndose en el primer álbum número uno de Giraldo en la lista. Las pistas de Mañana será bonito recopilaron un total de 118.73 millones de reproducciones en su primera semana, llevándose el número 1, lo que representa la semana de streaming más grande en los Estados Unidos para un álbum latino de una artista femenina. Se convirtió en el primer álbum en español de una artista femenina en alcanzar el primer puesto, y el tercero en general después de El último tour del mundo y Un verano sin ti de Bad Bunny. El álbum también debutó en la cima de la lista estadounidense Top Latin Albums, convirtiéndose en el segundo álbum número uno de Giraldo en la lista, después de KG0516.

## Lista de canciones
| Mañana será bonito |                                                     | |                                              |          |  |
| N.º                | Título                                              | Escritor(es) | Productor(es)                                | Duración |  |
| 1.                 | «Mientras me curo del cora»                         | Carolina Giraldo Bobby McFerrin Daniel Echavarría Kevyn Cruz                                                           | Juan Ospina Linda Goldstein Ovy on the Drums | 2:44     |  |
| 2.                 | «X si volvemos» (junto a Romeo Santos)              | Giraldo Romeo Santos Cruz Echavarría Jairo Bascope Ernesto Padilla Josías de la Cruz Juan Luis Morera Llandel Veguilla | Ovy on the Drums                             | 3:20     |  |
| 3.                 | «Pero tú» (junto a Quevedo)                         | Giraldo Echavarría Pedro Domínguez Quevedo                                                                             | Ovy on the Drums                             | 3:03     |  |
| 4.                 | «Besties»                                           | Giraldo Echavarría Justin Quiles Julio González Tavárez                                                                | Ovy on the Drums                             | 2:42     |  |
| 5.                 | «Gucci los paños»                                   | Giraldo Edgar Barrera Esteban Higuita Estrada Jorge Álvaro Díaz Salomón Villada Hoyos                                  | Karol G Edgar Barrera Jowan                  | 3:06     |  |
| 6.                 | «TQG» (junto a Shakira)                             | Giraldo Shakira Mebarak Cruz Echavarría                                                                                | Ovy on the Drums                             | 3:17     |  |
| 7.                 | «Tus gafitas»                                       | Giraldo Echavarría Finneas O'Connell                                                                                   | Finneas O'Connell                            | 2:48     |  |
| 8.                 | «Ojos Ferrari» (junto a Justin Quiles y Ángel Dior) | Giraldo Quiles Ángel Rosario Dior Echavarría                                                                           | Ovy on the Drums                             | 3:00     |  |
| 9.                 | «Mercurio»                                          | Giraldo Danilo Valbusa Higuita Estrada Marcelo de Araujo Ferraz Pedro Luiz García Caropreso                            | Wain Los Brasileros                          | 2:40     |  |
| 10.                | «Gatúbela» (junto a Maldy)                          | Giraldo Edwin Vázquez Vega Cristian Salazar González Tavárez Marvin Hawkins Quiles                                     | Karol G DJ Maff                              | 3:28     |  |
| 11.                | «Kármika» (junto a Bad Gyal y Sean Paul)            | Giraldo Alba Farelo Sean Paul Henriques Cruz Echavarría                                                                | Ovy on the Drums                             | 3:56     |  |
| 12.                | «Provenza»                                          | Giraldo Cruz Echavarría                                                                                                | Ovy on the Drums                             | 3:27     |  |
| 13.                | «Carolina»                                          | Giraldo Cruz Echavarría Luis Miguel González Bosé                                                                      | Ovy on the Drums                             | 2:41     |  |
| 14.                | «Dañamos la amistad» (junto a Sech)                 | Giraldo Jairo Bascope Carlos Isaías Morales Williams Jorge Valdés Vázquez                                              | Giraldo Sech Dímelo Flow                     | 2:54     |  |
| 15.                | «Amargura»                                          | Giraldo Alonso Catalino Curet Cruz Echavarría                                                                          | Ovy on the Drums                             | 2:50     |  |
| 16.                | «Cairo» (junto a Ovy on the Drums)                  | Giraldo Cruz Echavarría                                                                                                | Ovy on the Drums                             | 3:18     |  |
| 17.                | «Mañana será bonito» (junto a Carla Morrison)       | Giraldo Carla Patricia Morrison Flores Alejandro Jiménez Macos Masís                                                   | Alejandro Jiménez Tainy                      | 3:30     |  |
| 52:44              |                                                     | |                                              |          |  |

## Posicionamiento en listas
| Listas (2023)                               | Mejor posición |
| ------------------------------------------- | -------------- |
| Bélgica (Ultratop Flandes)                  | 145            |
| Bélgica (Ultratop Valonia)                  | 126            |
| Canadá (Billboard Canadian Albums)          | 13             |
| España (PROMUSICAE)                         | 1              |
| Estados Unidos (Billboard 200)              | 1              |
| Estados Unidos (Billboard Top Latin Albums) | 1              |
| Francia (SNEP)                              | 55             |
| Italia (FIMI)                               | 42             |
| Países Bajos (Album Top 100)                | 53             |
| Suiza (Schweizer Hitparade)                 | 7              |

## Certificaciones
| País (Certificador) | Certificación       | Ventas certificadas |
| --- | ------------------- | ------------------- |
| Canadá (Music Canada) | Oro                 | 40 000*             |
| España (PROMUSICAE) | 2× Platino          | 80 000*             |
| Estados Unidos (RIAA) | 21× Platino (Latin) | 600000*             |
| ^cifras de envíos basadas únicamente en la certificación xcifras no especificadas basadas únicamente en la certificación |                     |                     |